# Burghausen
Burghausen este un oraș din districtul Altötting, regiunea administrativă Bavaria Superioară, landul Bavaria, Germania.
Are cea mai lungă cetate din Europa.

## Istorie
A fost menționat pentru prima dată ca domeniu imperial în 1025, dar săpăturile recente au arătat că zona Castelului Burghausen era deja locuită în epoca bronzului. Arheologii au găsit aici artefacte celtice, din epoca fierului și romane.
În 1164 Henric Leul a intrat în posesia castelului, iar în 1180 castelul era deja proprietatea familiei Wittelsbach. Burghausen a primit statutul de oraș în jurul anului 1229. Din 1255, după divizarea Bavariei, a fost a doua reședință a ducilor Bavariei Inferioare. Principala sursă de venit a orașului Burghausen a fost comerțul cu sare.
Burghausen este probabil cel mai mare castel gotic din Germania, măsurând 1 km lungime pe dealurile de deasupra Salzach. A fost un castel regal fortificat în Evul Mediu timpuriu, unde regele Alexandru al II-lea s-a refugiat în 1024. Văduva împăratului Henric al Sfântului Imperiu Roman, Cunigunda, a fost ulterior canonizată. Castelul și-a schimbat proprietarul de mai multe ori în secolul al XII-lea. În 1180 a fost ocupat de conții de Wittelsbach care au devenit duci de Bavaria.
În 1255 ducele Henric al XIII-lea de Bavaria a început construirea noului castel pe culmea sudică a dealurilor. Predecesorii săi acordaseră deja statutul de oraș unei mici așezări constând dintr-un singur rând de case pe malurile râului Salzach. Vechile case, construite una lângă altele, au fost distruse de incendii repetate, dar și inundațiile din Salzach au provocat, de asemenea, o mulțime de daune celor care s-au stabilit în valea de lângă castel.
Complexul de clădiri, format inițial din șase castele individuale, existente actual doar cinci, a fost înconjurat între 1459 și 1503 de un zid fortificat, inclusiv turnuri de observare. Castelele sunt separate și legate între ele prin poduri și porți masive.
După pierderea funcției defensive, castelele au fost transformate în clădiri rezidențiale. Conform Guinness World Records, având o lungime de 1051 de metri, este cel mai lung castel din lume. Ansamblul este împărțit de șase curți interioare, mai multe turnuri și bastioane. Trei muzee (Burgmuseum, Stadtmuseum, Fotomuseum) sunt găzduite în clădirile sale. Cele două capele ale sale sunt Hedwigskapelle și Elisabethkapelle.

## Personalități născute aici
- Elisabeta de Bavaria (1478 – 1504), contesă palatină.